# Vicent Olmos i Tamarit
Vicent Salvador Olmos i Tamarit (Catarroja, 24 de gener de 1954) és un historiador i editor valencià.

## Biografia
Va néixer el 24 de gener de 1954 a Catarroja (l'Horta Sud), sent fill de Vicent Olmos i Olmos i de Josepa Tamarit i Peris. Va estudiar Història a la Universitat de València.
Com a historiador ha centrat la seva recerca i producció científiques en l'època moderna i en la historiografia. Com a editor té un llarg currículum: és director editorial de l'editorial Afers, fundador, responsable i editor de la revista Afers. Fulls de recerca i pensament (1985-) de l'editorial Afers, editor i membre del consell de redacció de la revista El Contemporani. Arts. Història. Societat (36 núms., 1993-2007) de l'editorial Afers i del Centre d'Estudis Històrics Internacionals. Així mateix, és membre del consell de redacció de diferents revistes: L'Espill, fundada per Joan Fuster i Ortells el 1979, de la Universitat de València, Caràcters, revista de llibres, també de la Universitat de València, Mirmanda. Revista de Cultura, Plecs d'Història Local (dirigida actualment per l'Institut Ramon Muntaner), Transfer. Journal of Contemporary Culture, de l'Institut Ramon Llull, i Journal of Catalan Intellectual History, Revista d'Història de la Filosofia Catalana, de l'Institut d'Estudis Catalans, i Debats. Revista de Cultura, Poder i Societat, de la Institució Alfons el Magnànim. Inicià la publicació de les revistes Arxius de Sociologia/Arxius de Ciències Socials, coeditada amb la Facultat de Ciències Socials de la Universitat de València, de la qual fou editor dels 19 primers números (1997-2008), i Segle XX. Revista Catalana d'Història, els cinc primer números de la qual (2008-2012) coedità conjuntament amb la Universitat de Barcelona i la Fundació Cipriano García. Així mateix, durant tres anys coedità amb la Universitat de Barcelona Fonaments. Prehistòria i Món Antic als Països Catalans (núms. 10/11 i 12, 2003-2005), la revista que fundà i dirigí fins a la seua mort Miquel Tarradell (1920-1995).
Entre els anys 1989 i 1997 fou tècnic d'educació i cultura i director de publicacions de l'Ajuntament de Catarroja on, entre altres iniciatives culturals, posà en marxa l'Escola Municipal de Teatre, dirigí el Butlletí d'Informació Municipal i fou editor, entre d'altres, de la col·lecció «Josep Servès, de documentació i recerca» centrada fonamentalment en la història de Catarroja i de l'Horta Sud. Del 1998 al 2017 fou editor a Publicacions de la Universitat de València.
És el responsable de diferents col·leccions de llibres: director de “Personatges” i codirector d'”El món de les nacions” i de "Narrativa-Afers", totes tres de l'editorial Afers, i com a editor de Publicacions de la Universitat de València (1997-2017) ha iniciat les col·leccions “Història”, “Biografies”, “Història i memòria del franquisme”, “Biblioteca de Estudios Moriscos” (coeditada per les universitats de Granada, Saragossa i València), “Cinc Segles” (sobre història de la Universitat de València), “Fonts històriques valencianes”, "Assaig" i "Breviaris" 
Ha participat en l'organització de diferents activitats relacionades amb la història: va ser membre organitzador de les Primeres i de les Segones Jornades de Joves Historiadors i del I Simposi d'Història de l'Horta Albufera (Silla, 1981), i dels sis congressos d'Història de l'Horta Sud (1981, 1990, 1998, 2007, 2010, 2023).
El 2007, en nom de l'editorial Afers, que dirigeix des de la seua creació el 1984, va rebre el premi Josep Chulvi Puchalt al foment del valencià, atorgat per l'Associació Joan Baptista Basset i el col·lectiu del Bloc Nacionalista Valencià de Catarroja. El 27 de febrer de 2015, la Universitat de València li atorgà, juntament amb el festival Aplec dels Ports, el premi Vicent Ventura de 2015, per la seua trajectòria cívica, democràtica i de compromís amb el País Valencià i la llengua catalana; l'any 2015, fou distingit per la Fundació Carulla amb el premi d'Actuació Cívica.
El 2018 fou guardonat amb el Premi Quico Moret a la trajectòria, que concedeix l'Institut d'Estudis Comarcals de l'Horta Sud (IDECO). Així mateix, l'any 2019, fou guardonat per la Universitat Catalana d'Estiu amb el Premi Canigó per la seua trajectòria rellevant en favor de la relació cultural, cívica, científica o política entre els Països Catalans que aquell any va compartir amb el músic Jordi Savall. En nom de l'editorial Afers, el 27 de març de 2008, va rebre el Premi ACCA de la Crítica d'Art (premi a publicacions. Llibres d'autor), de l'Associació Catalana de Crítics d'Art; el 15 de novembre de 2021, el Premi El Tempir en la categoria de País; i el 27 de novembre de 2021, també en nom de la seua editorial, el 9 d'octubre del 2022 va rebre de la Fundació Huguet de Castelló el Premi Valencià de l'any 2022 en reconeixement de la seua tasca de defensa de la llengua en el món literari i de la cultura catalana. El 2024 va rebre el Premi 9 d'Octubre concedit per l'Ajuntament de Catarroja. El 2025, també en nom de l'editorial Afers, va recollir el Premi Martí Gasull i Roig, concedit per Plataforma per la Llengua.

## Obres
- Els fonaments de l'Horta-Albufera contemporània, Catarroja: Organització Cultural de Catarroja i Ajuntament de Catarroja, 1982.
- La Demografia com a pretext: notes sobre el Benetússer modern, Benetússer: Ajuntament de Benetússer, 1983 [ISBN: 8450089697] [en col·laboració amb Antoni López Quiles].
- Massanassa a l'Edat Moderna: aspectes socials i demogràfics, Massanassa: Ajuntament de Massanassa, 1983 [ISBN: 8450089476] [en col·laboració amb Antoni López Quiles].
- Llibre de comptes del Consell de Catarroja, 1652-1658, Catarroja: Ajuntament de Catarroja, 1985 [ISBN: 8450520177] [en col·laboració amb Antoni López Quiles].
- Administradors i administrats: introducció a l'economia i a la societat de la Catarroja del sis-cents (1652-1658), Ajuntament de Catarroja, 1987 [ISBN: 8450521084] [en col·laboració amb Antoni López Quiles].
- L'espai local: bibliografia de l'Horta Sud, indagacions i propostes, Horta Sud: Institut d'Estudis Comarcals de l'Horta Sud (IDECO), 1990 [ISBN: 8440478933] [en col·laboració amb Agustí Colomines i Companys].
- Deu anys d'ajuntanents democràtics (Catarroja, 1979-1989) [ed.], Catarroja, Ajuntament de Catarroja, 1990 ÌSBN: 8486787556] [Dd.Aa.].
- Un món rural en transformació [ed.], Horta Sud: Institut d'Estudis Comarcals de l'Horta Sud (IDECO), 1992 [ISBN: 8460078744] [Dd.Aa.].
- Les raons del passat: tendències historigràfiques actuals, Catarroja: Editorial Afers, 1998 [ISBN: 8486574692] [en col·laboració amb Agustí Colomines i Companys].
- Pensar la contemporaneïtat: divuit converses sobre la història, Catarroja: Editorial Afers, 2005 [ISBN: 8495916398] [en col·laboració amb Agustí Colomines i Companys].
- País Valencià. Present i futur, Catarroja: Editorial Afers, 2021 [ISBN: 978-84-18618-18-5] [Dd.Aa., editat a cura amb Gustau Muñoz i Veiga].